# Idioblasta
Idioblasta és un gènere d'arnes de la família Crambidae.

## Taxonomia
- Idioblasta acleropa (Meyrick, 1935)
- Idioblasta isoterma (Meyrick, 1935)
- Idioblasta lacteata Warren, 1891
- Idioblasta procellaris (Meyrick, 1935)